# Åkra kommun
Åkra kommun (norska: Åkra kommune) var en kommun i Rogaland fylke i sydvästra Norge. Kommunen omfattade ett område i den västra delen av nuvarande Karmøy kommun. Tätorten Åkrehamn utgjorde kommunens centralort.

## Administrativ historik
Åkra kommun upprättades den 1 januari 1892 genom utbrytning ur Skudenes kommun. Kommunen hade 1 962 invånare vid upprättandet.
Den 1 januari 1965 gick Åkra kommun, tillsammans med kommunerna Kopervik, Skudenes, Skudeneshamn och Stangaland, samt delar av kommunerna Avaldsnes och Torvastad, upp i den då nybildade Karmøy kommun. Kommunens hade då 6 008 invånare.